# Johannes Glauber
Pour les articles homonymes, voir Glauber.
Johannes Glauber, né le 18 mai 1646 à Utrecht et mort vers 1726 à Schoonhoven, est un peintre et graveur néerlandais.

## Biographie
Fils de Johann Rudolf Glauber, élève de Nicolaes Berchem, il se spécialise dans le paysage et reproduit avec précision les différentes espèces d'arbres et les nuances de feuillages. Les figures étaient souvent réalisées par d'autres peintres, tels que Albert Meyeringh, Gérard de Lairesse ou Dirk Maas.
Familiarisé en Italie avec les œuvres de Nicolas Poussin et de Gaspard Dughet, il peint des paysages classiques dans le style de ces deux peintres. Il a été surnommé Polydore.
Il est également très actif comme graveur à l'eau-forte.
Son frère Johannes Gottlieb a été son élève et a peint dans son style. Sa sœur Diana (en) a également été peintre.

## Œuvre

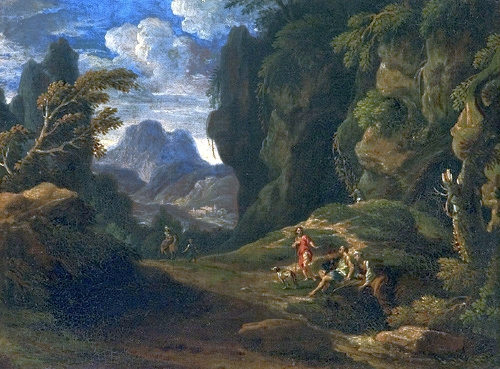
Rocky landscape with vagrants, Palais de Wilanów, Varsovie.
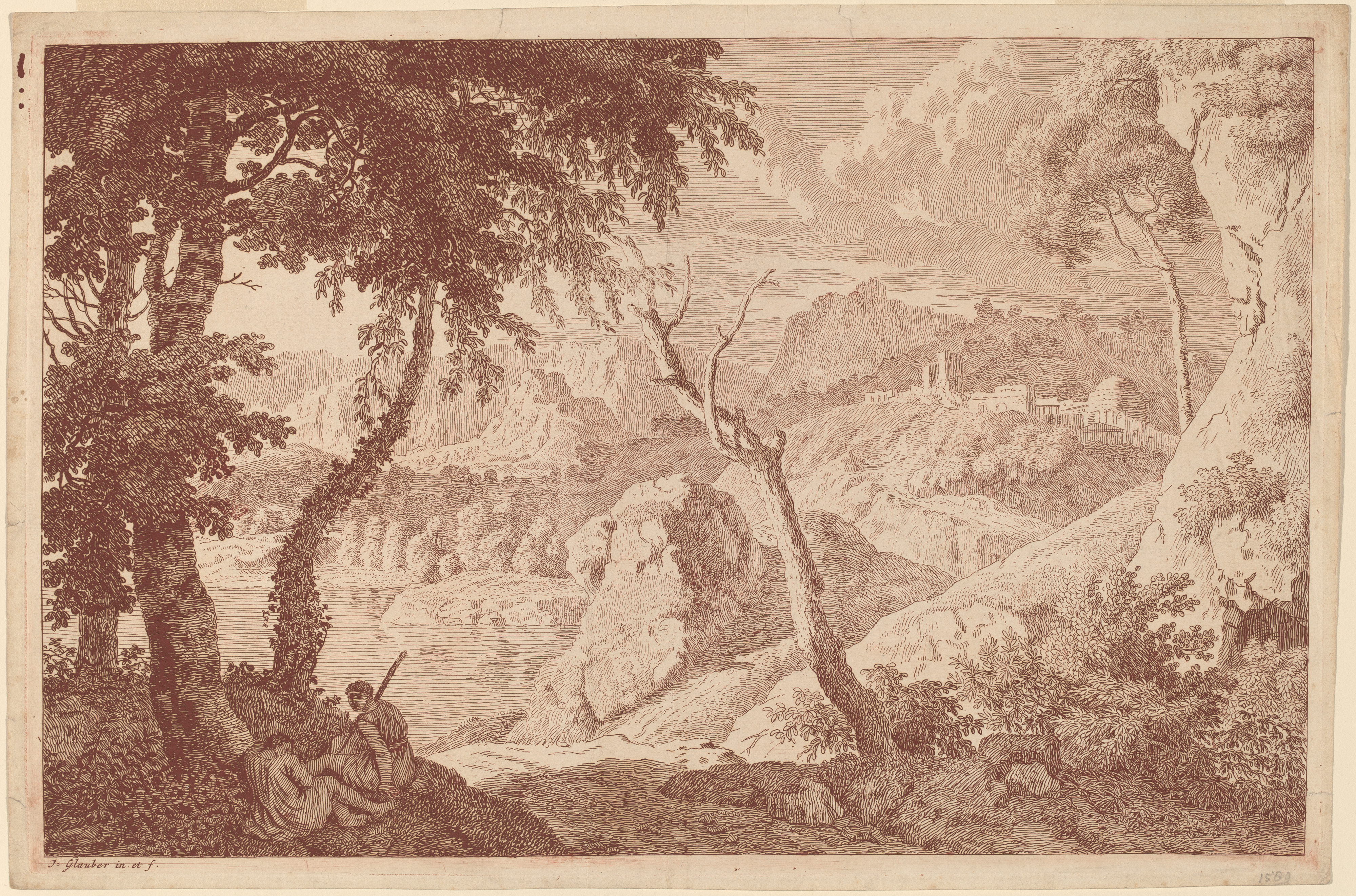
Mountain Landscape with Two Men Resting, National Gallery of Art, Washington DC.
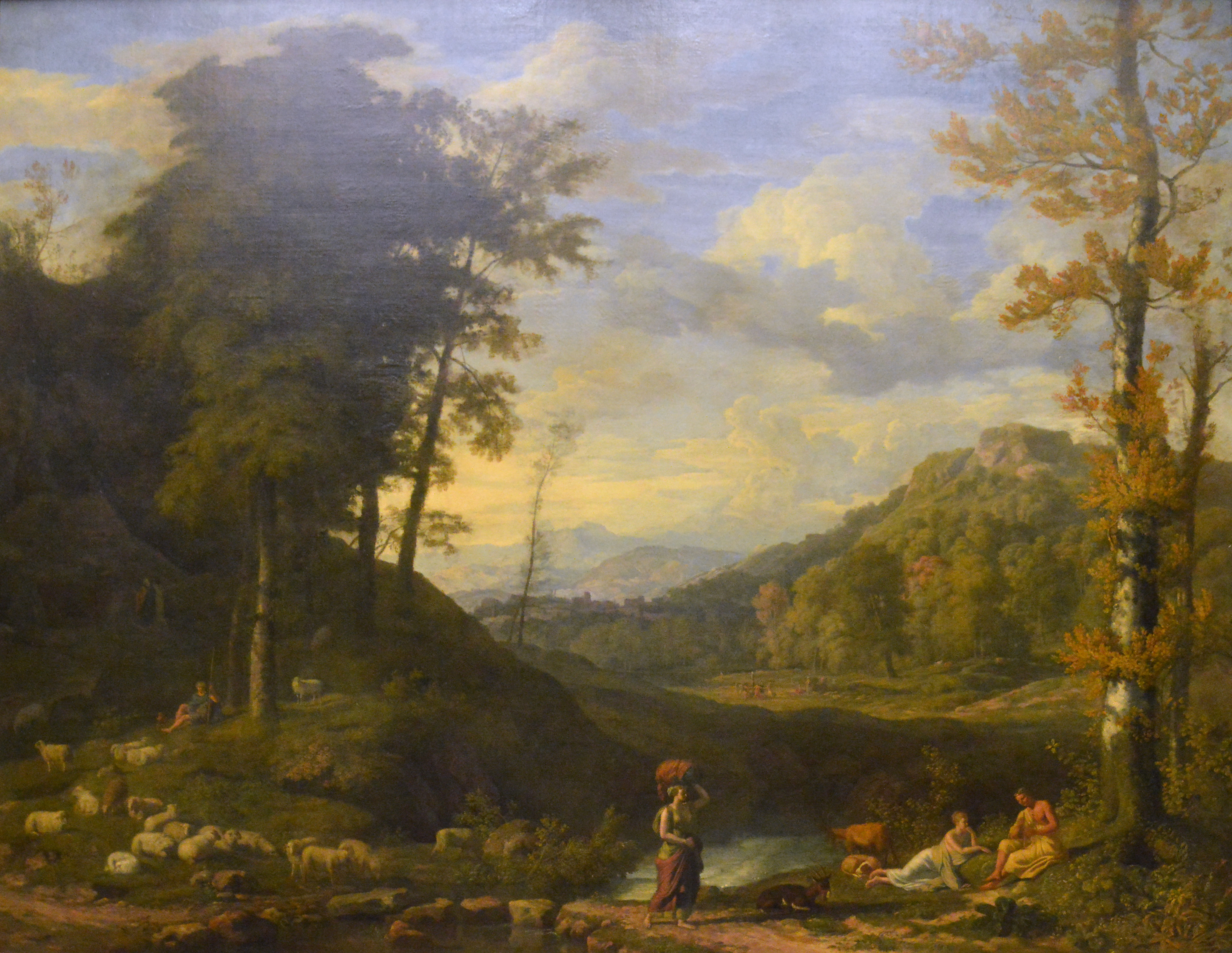
Paysage arcadien avec bergers et joueur de flûte (1686), musée du Louvre, Paris[4].